# Valeriano Magni
Valeriano Magni, soprannominato il Monaco lungo (Milano, 11 ottobre 1587 – Salisburgo, 29 luglio 1661), è stato un religioso, diplomatico e filosofo italiano.
Appartenente all'ordine dei frati cappuccini, fu missionario apostolico in Europa centrale.

## Biografia
Discendente da una famiglia aristocratica milanese, Valeriano Magni nacque a Milano il 15 ottobre 1586 dal conte Costantino Magni e da Ottavia Carcassola. Nel 1588, la famiglia si trasferì a Praga, dove, nel 1598 nacque suo fratello Francesco.
Entrò nei cappuccini della provincia boema nel 1602 a Praga prendendo il nome di Valeriano da Milano. Dopo l'ordinazione, divenne un famoso predicatore e professore di filosofia entrando, grazie al suo insegnamento, nelle grazie dell'imperatore. Presto fu eletto Provinciale della Provincia austro-boema dell'ordine e divenne apprezzato consigliere dell'imperatore e di altri principi europei. Nel 1616 il re di Polonia Sigismondo III gli affidò la missione cappuccina nel suo paese. Nel 1621 l'imperatore Ferdinando II lo inviò in missione diplomatica in Francia. Tra il 1622 e il 1623 fu uno dei consiglieri del duca Massimiliano I di Baviera. Dopo la battaglia della Montagna Bianca, sostenne l'arcivescovo di Praga Ernesto Adalberto d'Harrach nella ricattolicizzazione della popolazione e nelle riforme diocesane. Nel 1630 prese parte in nome dell'imperatore ai negoziati con il cardinale Richelieu sulla successione ereditaria al trono di Mantova. Nel 1635 divenne consulente teologico nei negoziati per la pace di Praga e dal 1645 fu missionario apostolico per l'elettorato di Sassonia, Assia, Brandeburgo e Danzica. Nel luglio del 1647 riprodusse a Varsavia di fronte al re e alla corte l'esperimento di Torricelli usando un tubo riempito di mercurio per produrre il vuoto.
Nel 1652 riuscì a convertire il conte Ernesto d'Assia-Rheinfels e sua moglie.
Dopo che l'Università di Praga venne affidata ai Gesuiti nel 1623, entrò in contrasto con i gesuiti, che lo fecero arrestare a Vienna nel 1655. Fu scarcerato per intervento dell'Imperatore e tornò a Salisburgo, dove morì quello stesso anno.

## Opere
Frutto della sua polemica con i protestanti è l'opera De acatholicorum credendi regula judicium (1628/31), in cui sosteneva che senza l'autorità della Chiesa, la Bibbia da sola non era sufficiente come regola di fede per i cristiani. Trattò lo stesso argomento nel libro Judicium de acatholicorum et catholicorum regula credendi (1641), le cui debolezze argomentative scatenarono la controffensiva dei protestanti. Negli scritti filosofici e nella sua attività di insegnamento, Magni si occupò di metodologia, logica, epistemologia, cosmologia, metafisica, matematica e scienze naturali. Rifiutò i principi aristotelico-scolastici, ispirandosi alle dottrine di Platone, Agostino e Bonaventura.

## Opere scelte

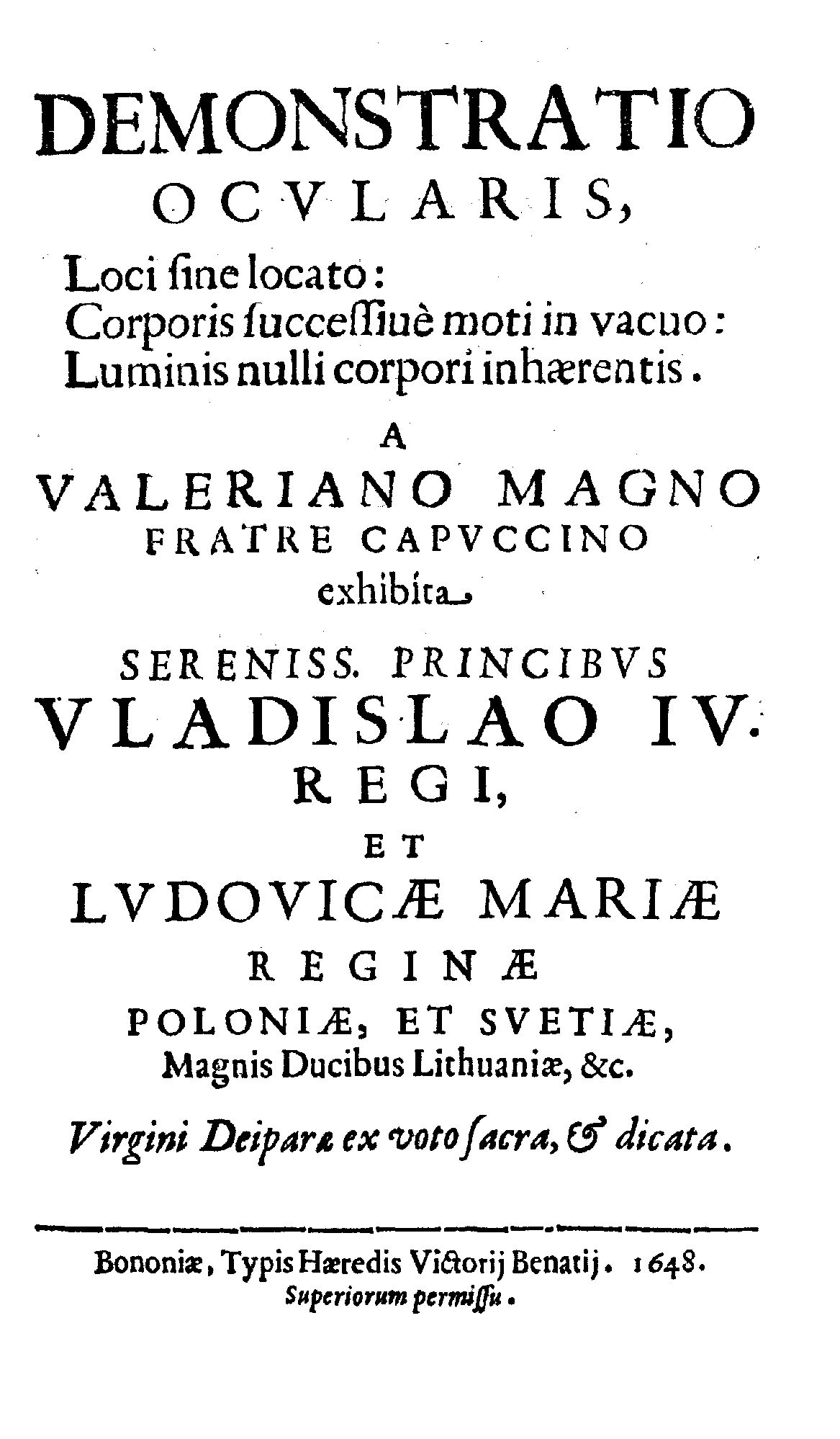
Demonstratio ocularis, loci sine locato, corporis successive moti in vacuo, luminis nulli corpori inhaerentis, 1648

- Judicium de catholicorum ei acatholicorum regula credendi, 1628, 1641.
- De luce mentium, 1642.
- Organum theologicum, 1643.
- Methodus convincendi et revocandi haereticos, 1643.
- Echo Absurditatum Ulrici de Neufeld Blesa, 1646.
- De atheismo Aristotelis ad Mersennum, 1647.
- (LA) Valeriano Magni, Demonstratio ocularis, loci sine locato: corporis successiuè moti in vacuo..., Bononiae, typis haeredis Victorij Benatij, 1648. URL consultato il 19 giugno 2015.
- (LA) Demonstratio ocularis, loci sine locato, corporis successive moti in vacuo, luminis nulli corpori inhaerentis, Bologna, eredi Vittorio Benacci, 1648.
- Principia et specimen philosophiae, 1652.
- Acta disputationis habitae Rheinfelsae apud S. Goarem, 1652.
- Epistola de quaestione utrum Primatus Rom. Pontificis ..., 1653.
- Epistola ... de responsione H. Conringii, 1654.
- Epistola Valeriani Magni Fratris Capucini ..., 1654.
- Commentarius de homine infami personato sub titulis Iocosi Severi Medii, 1654.
- Concussio fundamentorum ecclesiae catholicae, iactata ab Herm. Conringi ..., 1654.
- Conringiana concussio Sanctissimi in Christo papae catholici retorta ..., 1654.
- Opus philosophicum, 1660
- Apologia contra imposturas Jesuitarum, 1661.
- Christiana et catholica defensio adversus Societatem Jesu, 1661.